# Tuomas Tarkki
Tuomas Sakari Tarkki (* 28. Februar 1980 in Rauma) ist ein ehemaliger finnischer Eishockeytorwart, der über viele Jahre bei JYP Jyväskylä und Kärpät Oulu in der finnischen (SM-)Liiga aktiv war. Mit Kärpät gewann er zweimal die finnische Meisterschaft. Sein Bruder Iiro ist ebenfalls Eishockeytorwart, seine Ehefrau Saija Eishockeyspielerin.

## Karriere
Den Grundstein für seine Eishockeykarriere legte Tarkki in den Jugendmannschaften von Rauman Lukko.
Den Aufstieg in die AHL hatte Tarkki in der Eishockeymannschaft der Northern Michigan University, die in der Central Collegiate Hockey Association spielt, vorbereitet. 2001 kam Tarkki nach Michigan und konkurrierte seither mit Craig Kowalski um die Position im Tor, oft blieb dabei für Tarkki nur der Platz auf der Reservebank. Seinen Durchbruch verdankte er 2004 einer Verletzung Kowalskis. Tarkki sprang ein und überzeugte in den Play-offs der CCHA-Meisterschaften und in der Super-Six-Meisterschaft. Dies brachte ihm für die Spielzeit 2004/05 die Rolle als Nummer eins im Tor ein und er bestritt den Löwenanteil der Spiele. Bei keinem Einsatz musste er mehr als drei Mal hinter sich greifen und seine Fangquote lag bei über 90 %. Dies brachte ihm die Auszeichnung als bester Spieler des Jahres ein. Tarkki konnte in dieser Spielzeit einige Rekorde einstellen und brachte der Northern Michigan University das höchste Ergebnis nach Punkten, das die Mannschaft bisher erreichen konnte.
Tarkki spielte von der Saison 2006/07 bis 2010 bei Kärpät Oulu in der SM-liiga, nachdem er die Saison 2005/06 zum Großteil in der American Hockey League bei den Chicago Wolves verbracht hatte, für die er 31 Spiele absolvierte. Den anderen Teil der Saison hütete er in der ECHL für die Gwinnett Gladiators das Tor.
2010 wechselte er zu MODO Hockey in die schwedische Elitserien und zeigte dort vor allem in der Kvalserien hervorragende Leistungen. Im Juni 2011 erhielt er einen Kontrakt bei Neftechimik Nischnekamsk aus der Kontinentalen Hockey-Liga und spielte dort ein Jahr lang als Stammtorhüter. Anschließend kehrte Tarkki zurück nach Finnland und war von 2012 bis 2016 starting goalie bei JYP Jyväskylä. Mit JYP erreichte er in dieser Zeit zweimal den dritten Platz in der finnischen Liiga sowie im Dezember 2013 den Gewinn der European Trophy.
2016 wechselte Tarkki nach Tschechien zum BK Mladá Boleslav, konnte sich dort jedoch nicht durchsetzen und wurde daher zeitweise in der zweiten tschechischen Liga beim HC Benátky nad Jizerou eingesetzt. Folgerichtig wurde sein Vertrag im Dezember 2016 aufgelöst und Tarkki war zunächst ohne Anstellung. Mitte Januar 2017 erhielt er dann  einen Vertrag bis zum Saisonende bei Rungsted Ishockey aus der Metal Ligaen und gewann mit dem dänischen Klub wenige Wochen später den dänischen Pokalwettbewerb. Nach dem Ende der Saison 2016/17 beendete er seine Karriere.

## Erfolge und Auszeichnungen
| - 2007 Finnischer Meister mit Kärpät Oulu - 2007 Urpo-Ylönen-Trophäe - 2008 Finnischer Meister mit Kärpät Oulu - 2008 Jari-Kurri-Trophäe - 2008 Urpo-Ylönen-Trophäe | - 2008 SM-liiga All-Star-Team - 2009 Finnischer Vizemeister mit Kärpät Oulu - 2013 Gewinn der European Trophy mit JYP Jyväskylä - 2017 Gewinn des dänischen Eishockeypokals mit Rungsted Ishockey |